# كريس ميتشيل
كريس ميتشيل (بالإنجليزية: Chris Mitchell)‏ (و. 1988 – 2016 م) هو لاعب كرة قدم، من المملكة المتحدة، ولد في استيرلينغ، يلعب كلاعب وسط، توفي عن عمر يناهز 28 عاماً.

## روابط خارجية
- كريس ميتشيل على موقع قاعدة بيانات كرة القدم.إي يو (الإنجليزية)
- كريس ميتشيل على موقع Soccerbase.com (لاعب) (الإنجليزية)